# Дворянков, Сергей Александрович
Серге́й Алекса́ндрович Дворянко́в (12 декабря 1969 года; Москва, СССР) — российский тренер, футбольный арбитр.

## Биография
В 1987—1888 годах играл за дублирующий состав московского «Спартака». Далее два года был в составе СКА Ростов-на-Дону. Рано закончил карьеру футболиста.
В конце 1990-х годов работал футбольным арбитром (главной судьей, лайнсменом) на матчах чемпионата России.
Начал тренерскую деятельность в 1994 году в Москве, в СДЮШОР «Буревестник». С 2005 по 2007 годы являлся главным тренером московского клуба «КАМАЗ» (III дивизион). С 2007 года работал в Кыргызстане, возглавлял клуб «Дордой» до 2013 года. Четырёхкратный чемпион Кыргызстана, двукратный серебряный призёр, трёхкратный обладатель Кубка Кыргызстана, финалист Кубка Кыргызстана. Выиграл два Суперкубка Кыргызстана. На международной арене «Дордой» Дворянкова три раза дошёл до финала Кубка президента АФК, один раз до полуфинала.
В сентябре 2012 года был назначен также главным тренером национальной сборной Кыргызстана. Проработал в сборной до истечения контракта в мае 2014 года.